# Liste der Kulturdenkmale in Ruhwinkel
In der Liste der Kulturdenkmale in Ruhwinkel sind alle Kulturdenkmale der schleswig-holsteinischen Gemeinde Ruhwinkel (Kreis Plön) und ihrer Ortsteile aufgelistet (Stand: 10. März 2025).

## Legende
In den Spalten befinden sich folgende Informationen:
- Objekt-ID: die Nummer des Kulturdenkmales
- Lage: die Adresse des Kulturdenkmales und die geographischen Koordinaten. Kartenansicht, um Koordinaten zu setzen. In der Kartenansicht sind Kulturdenkmale ohne Koordinaten mit einem roten Marker dargestellt und können in der Karte gesetzt werden. Kulturdenkmale ohne Bild sind mit einem blauen Marker gekennzeichnet, Kulturdenkmale mit Bild mit einem grünen Marker.
- Offizielle Bezeichnung: Bezeichnung des Kulturdenkmales
- Beschreibung: die Beschreibung des Kulturdenkmales
- Bild: ein Bild des Kulturdenkmales

## Bauliche Anlagen
| Objekt-ID     | Lage                                        | Offizielle Bezeichnung     | Beschreibung | Bild            |
| ------------- | ------------------------------------------- | -------------------------- | --- | --------------- |
| 156           | Dorfstraße 9 (54° 5′ 40″ N, 10° 13′ 12″ O)  | Fachhallenkate             | Fachhallenkate; um 1800; eingeschossiger Fachwerkbau mit Backsteinausfachungen und reetgedecktem Satteldach, Nordgiebel abgewalmt, Südgiebel verbrettert und mit Zierausfachungen Begründung: geschichtlich, Kulturlandschaft prägend Schutzumfang: gesamtes Objekt Denkmaltyp: Bauliche Anlage                                   | BW              |
| 1180 Wikidata | Hauptstraße 1 (54° 5′ 5″ N, 10° 11′ 42″ O)  | Gut Schönböken: Herrenhaus | Das neugotische Herrenhaus und der Gutspark gehören heute der Zen Vereinigung Deutschland. Seine heutige Gestalt erhielt das Haus 1870. Alteintragung (Aktualisierung vorgesehen) - Begründung: Alteintragung (Aktualisierung vorgesehen) - Schutzumfang: Alteintragung (Aktualisierung vorgesehen) - Denkmaltyp: Bauliche Anlage | Fotos hochladen |
| 1092 Wikidata | Hauptstraße 1 (54° 4′ 59″ N, 10° 11′ 44″ O) | Gut Schönböken: Torhaus    | Alteintragung (Aktualisierung vorgesehen) - Begründung: Alteintragung (Aktualisierung vorgesehen) - Schutzumfang: Alteintragung (Aktualisierung vorgesehen) - Denkmaltyp: Bauliche Anlage | Fotos hochladen |

## Gründenkmale
| Objekt-ID     | Lage                                       | Offizielle Bezeichnung   | Beschreibung | Bild            |
| ------------- | ------------------------------------------ | ------------------------ | --- | --------------- |
| 1335 Wikidata | Hauptstraße 1 (54° 5′ 3″ N, 10° 11′ 43″ O) | Gut Schönböken: Gutspark | Alteintragung (Aktualisierung vorgesehen) - Begründung: geschichtlich, künstlerisch, städtebaulich - Schutzumfang: Gut Schönböken: Gutspark, Teich - Denkmaltyp: Gründenkmal | Fotos hochladen |

## Quelle
- Liste der Kulturdenkmale in Schleswig-Holstein – Kreis Plön (PDF)

- Karte mit allen Koordinaten:
- OSM |
- WikiMap